# 菅崎茜
菅崎 茜（すがざき あかね、〈本名非公表〉1989年〈昭和64年〉1月7日 - ）は、日本の元歌手。大阪府出身。和泉市立郷荘中学校卒業後に立命館宇治高校に入学卒業。血液型A型。ビーイング傘下のGIZA studioに所属していた。

## 略歴
1989年1月7日、昭和最後の日に生まれる。1998年、アミューズ・沖縄アクターズスクール合同全国オーディションでグランプリに輝く
2000年、沖縄アクターズスクール・MAKINO WORLD POPS大阪校に入学。トップ集団であるB.B.WAVESに属し、歌やダンスのステージで活躍。
2001年、MAKINO WORLD POPS大阪校から退学。ミスPure2オーディションに参加・準グランプリを獲得。また、GIZA studio『SUPER STARLIGHT CONTEST』でグランプリを獲得。なお同コンテストでは最年少でのグランプリ獲得であった。これがデビューのきっかけとなる。
2002年7月31日、シングル「beginning dream」で13歳（中学2年生）にしてデビュー。GIZA studioでは史上最年少でのデビューとなった。
2004年からはhills パン工場 THURSDAY LIVEなどに多数回出演。
2006年3月17日のコラムを最後に更新が途絶え、これまで活動の主たるものとしてきたhillsパン工場 THURSDAY LIVEへの出演もなくなる。
2007年春には所属事務所のスタジアムプロモーションからも離脱し、事実上の活動休止。
現在、GIZA studioの公式サイトで契約終了のother artistカテゴリーの一覧に掲載されておらず、公式サイトも削除されている。この事から円満な契約終了ではないことが読み取れる（契約終了後でもほぼ全てのアーティストが掲載されているため）。

## ディスコグラフィー

### シングル
| 枚  | 発売日         | タイトル            | 規格品番  | 楽曲制作                                   | 最高位 | タイアップ                                       |
| --- | -------------- | ------------------- | --------- | ------------------------------------------ | ------ | ------------------------------------------------ |
| 1st | 2002年7月31日  | beginning dream     | GZCA-2046 | 作詞：菅崎茜 作曲：大野愛果 編曲：大賀好修 | 38位   | Sky PerfecTV!「The Music 272」キャンペーンソング |
| 2nd | 2002年12月11日 | 君の名前 呼ぶだけで | GZCA-7007 | 作詞：菅崎茜 作曲：徳永暁人 編曲：徳永暁人 | 50位   |                                                  |
| 3rd | 2003年5月28日  | 恋ごころ            | GZCA-7014 | 作詞：菅崎茜 作曲：大野愛果 編曲：小林哲   | 38位   | TBS系アニメ『探偵学園Q』エンディングテーマ       |

### アルバム
| 枚  | 発売日         | タイトル  | 規格品番  | 最高位 |
| --- | -------------- | --------- | --------- | ------ |
| 1st | 2003年10月22日 | beginning | GZCA-5030 | 47位   |

### コンピレーション参加作品
| 発売日         | タイトル                                       | 規格品番     | 参加曲                                    |
| -------------- | ---------------------------------------------- | ------------ | ----------------------------------------- |
| 2002年7月17日  | GIZA studio MAI-K & FRIENDS HOTROD BEACH PARTY | GZCA-5017    | M-16「GIRLS ON THE BEACH」                |
| 2002年12月18日 | GIZA studio Masterpiece BLEND 2002             | GZCA-5025/26 | beginning dream                           |
| 2003年12月17日 | GIZA studio Masterpiece BLEND 2003             | GZCA-5044/45 | 恋ごころ 星に願いを〜I wish upon a star〜 |

### その他
| 発売日         | 歌手          | タイトル       | 規格品番  | 参加曲                        |
| -------------- | ------------- | -------------- | --------- | ----------------------------- |
| 2003年11月26日 | TAK MATSUMOTO | THE HIT PARADE | BMCV-8009 | M-9：『いちご白書』をもう一度 |

### 未発表曲
- are U ready?
- Piece of My Wish
- あしたになれば
- きみがくれたことば
- メール
- 鏡